# Терегулов, Ахмеджан Хусаинович
Терегулов Ахмеджан Хусаинович (тат. Терегулов Әхмәтҗан Хөсәен улы; 1896—1977) — военный деятель. Военный комиссар Башкирской АССР (1922—1923). Полковник.

## Биография
Терегулов Ахмеджан Хусаинович родился 5 июня 1896 года в селе Каргалы Белебеевского уезда в Уфимской губернии (ныне село Верхние Каргалы Благоварский район Республики Башкортостан). Происходил из дворянского рода касимовских татар Терегуловых.
С августа 1918 года служил начальником штаба 1-й Башкирской стрелковой дивизии. С июня 1919 года командовал 1-м Башкирским стрелковым полком.
В 1920—1921 годах командовал Башкирской отдельной стрелковой бригады.
В 1922—1923 годах занимал должность комиссара по военным делам Башкирской АССР.
Принимал участие в Великой Отечественной войне.
Умер 9 марта 1977 года в городе Казань.

## Награды
- Орден Ленина (1967)

## Һылтанмалар
- Терегулов А. Г. Терегуловы // Башкирская энциклопедия / гл. ред. М. А. Ильгамов. — Уфа : ГАУН РБ «Башкирская энциклопедия», 2015—2024. — ISBN 978-5-88185-306-8.